# Une invasion robotique
Une invasion robotique (Android Insurrection en version originale anglaise) est un film américain de science-fiction sorti en 2012. D'une durée de 83 minutes, il a été réalisé par Andrew Bellware et met en vedette Juanita Arias, Nat Cassidy et Joe Chapman.

## Synopsis
Au XXVIe siècle, des soldats doivent mettre hors d'état de nuire une machine à tuer artificielle hors de contrôle.